# Tramvajová doprava v Drážďanech

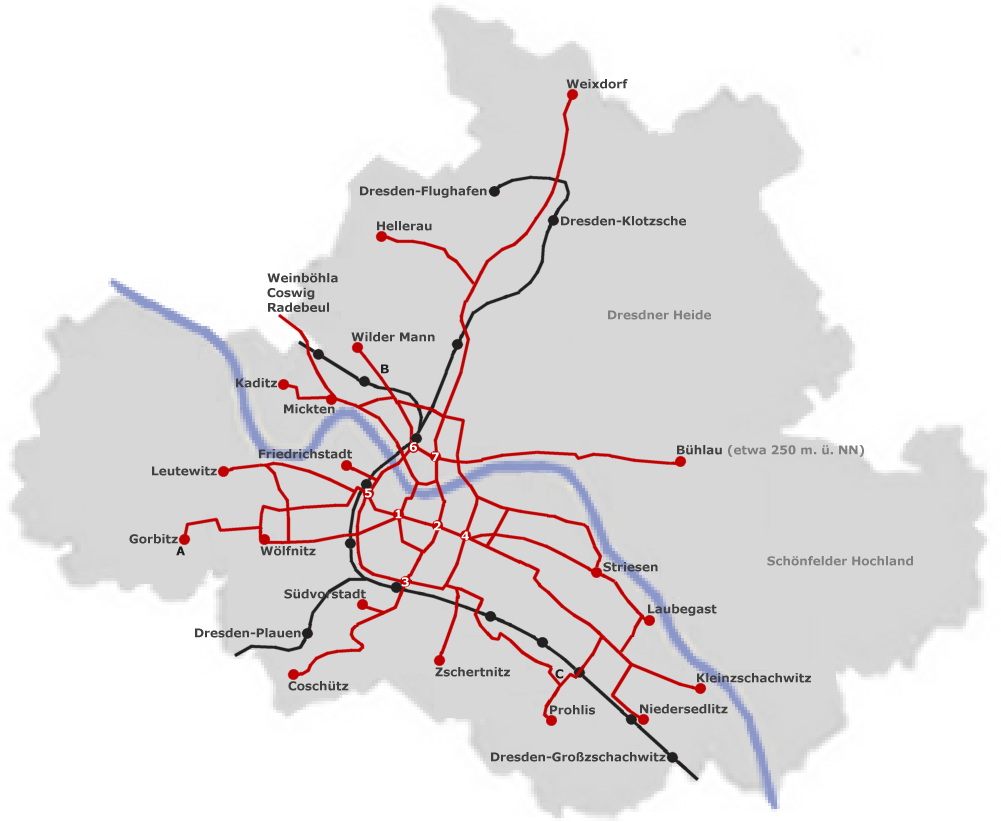
Mapa sítě

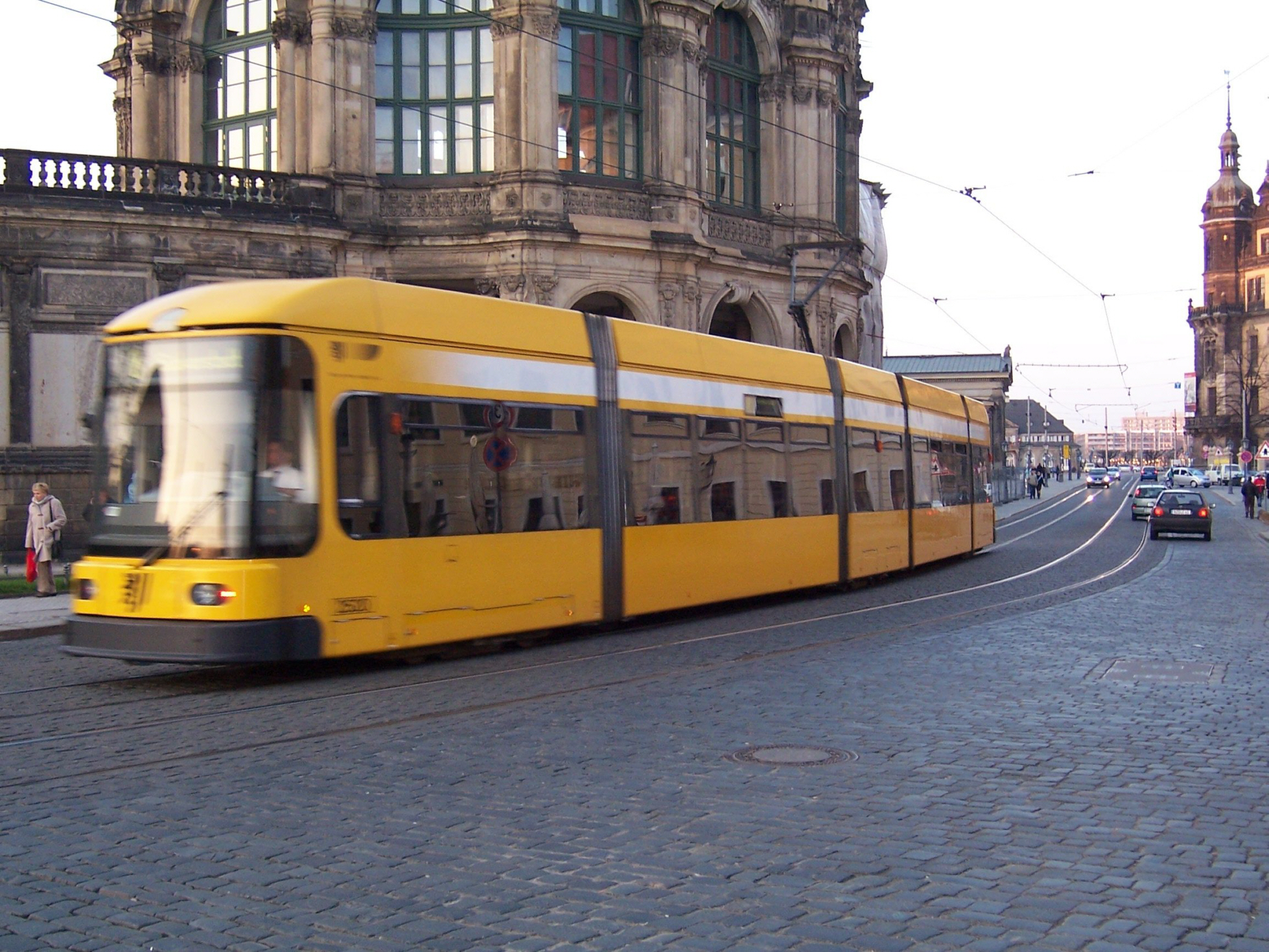
Tramvaj typu NGT6DD u Zwingeru nedaleko náměstí Postplatz

Tramvajová doprava představuje v hlavním městě Saska, Drážďanech, páteř celé městské dopravy.
Provozovatelem celého tramvajového provozu, stejně jako i autobusového, je společnost Dresdner Verkehrsbetriebe (DVB); jejími barvami je žlutá a černá – tento nátěr mají též i všechny městské tramvaje.

## Charakter sítě
Jedná se o velkou síť, délka tratí dosahuje 134 km, což je jen o 9 km méně než v Praze. Počet linek je ale nižší (12 v roce 2019) – v síti je zaveden systém páteřních linek a většinu tratí tak obsluhuje jedna až dvě linky, pouze v centrálních úsecích mezi Postplatz, Straßburger Platz a hlavním nádražím jsou to 3–4 linky. Centrem celé sítě je hlavní náměstí Postplatz, kde je možný přestup mezi mnohými linkami.
I přes velikost města není plánován systém metra či podpovrchové tramvaje. Jedním z důvodů je i fakt, že byla většina sítě vybudována rychlodrážním způsobem (velká část Drážďan představují relativně nová sídliště); na rozdíl od ostatních měst se zde tedy nachází jen málo úzkých ulic, kde by byla cestovní rychlost nízká.
Síť je provozována na ojedinělém rozchodu 1450 mm.

## Vozový park
Do provozu jsou nasazovány až sedmičlánkové tramvaje o délce až 45 m (odpovídá třem tramvajím typu Tatra T3 spřaženým v soupravě), jedná se o tramvaje typů (NGT6DD, NGT8DD, NGT D12DD), či soupravy tramvají typu Tatra T4D a Tatra B4D.
Všechny tramvaje vypravuje celkem několik vozoven, z nichž jedna (Trachenberge) funguje i jako dopravní muzeum.
Zvláštností vozového parku je dvojice souprav nákladních tramvají CarGoTram od výrobce Schalker Eisenhütte, které od roku 2001 zásobují továrnu Volkswagenu téměř v centru města, kam není povolen vjezd nákladních automobilů. Výběrové řízení z roku 1999 na dodávku nákladních tramvají původně vyhrálo ČKD Dopravní systémy s vozy typu TNA2 (motorové) a BNA2 (vlečné), kvůli dlouhodobým finančním potížím firmy a následně vyhlášenému konkurzu ale ČKD před podepsáním kontraktu ze soutěže odstoupilo.